# Ieropigi
Ieropygi (griechisch Ιεροπηγή (n. sg.), früher: Κοστενέτσι – Kostenetsi) ist ein Bergdorf im Regionalbezirk Kastoria der griechischen Region Westmakedonien.

## Geographie
Das Dorf liegt auf einer Höhe von 1.060 Metern am Hang des Berges Triklario (Τρικλάριο Όρος) und ist einer der gebirgigsten Orte in Makedonien. Bis zur griechisch-albanischen Grenze im Westen sind es nur vier Kilometer. Der Ort gehört zur Gemeinde Kastoria und hatte 2021 253 Einwohner.

## Geschichte
1930 wurde der Ort umbenannt, nachdem in einer Höhlenquelle die Ikone der Heiligen Paraskevi gefunden wurde. Aus Ieropygi stammte der Kapetan Naoum Konstantinidis (Ναούμ Κωνσταντινίδης), der durch die Entführung des türkischen Regenten im Jahr 1880 in Florina bekannt wurde.

## Persönlichkeiten
- Naoum Konstantinidis (Ναούμ Κωνσταντινίδης; –1882), Räuber, Aufständischer
- Ioannis Terzis (Ιωάννης Τερζής), Freiheitskämpfer
- Georgios Papastefanou (Γεώργιος Παπαστεφάνου), Freiheitskämpfer
- Sarantis Tsemanis (Σαράντης Τσεμάνης), Arzt und Bürgermeister von Kastoria